# 이은하 (방송인)
이은하(1971년 ~ )는 대한민국의 방송인이다. 1995년에 문화방송 라디오 공채 리포터로 입사하여 1998년부터 스포츠 분야 관련 활동을 시작하였다.
대표적인 진행 프로그램으로 2002년부터 진행해 온 아이러브 스포츠가 있다.

## 같이 보기
- 정지원 - 스포츠 캐스터 출신의 아나운서로, 2006년 9월에 이은하와 결혼하였다.